# Frettecuisse
Frettecuisse és un municipi francès situat al departament del Somme i a la regió dels Alts de França. L'any 2007 tenia 72 habitants.

## Demografia

### Població

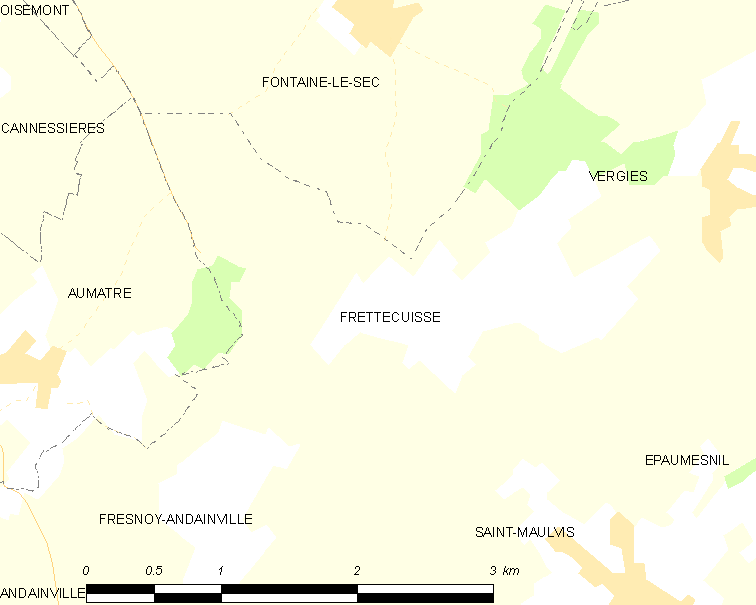

El 2007 la població de fet de Frettecuisse era de 72 persones. Hi havia 28 famílies de les quals 4 eren unipersonals (4 dones vivint soles i 4 dones vivint soles), 8 parelles sense fills, 12 parelles amb fills i 4 famílies monoparentals amb fills.
La població ha evolucionat segons el següent gràfic:
Habitants censats

### Habitatges
El 2007 hi havia 37 habitatges, 28 eren l'habitatge principal de la família, 8 eren segones residències i 1 estava desocupat. Tots els 37 habitatges eren cases. Dels 28 habitatges principals, 26 estaven ocupats pels seus propietaris i 2 estaven llogats i ocupats pels llogaters; 1 tenia dues cambres, 4 en tenien tres, 8 en tenien quatre i 15 en tenien cinc o més. 16 habitatges disposaven pel capbaix d'una plaça de pàrquing. A 14 habitatges hi havia un automòbil i a 10 n'hi havia dos o més.

### Piràmide de població

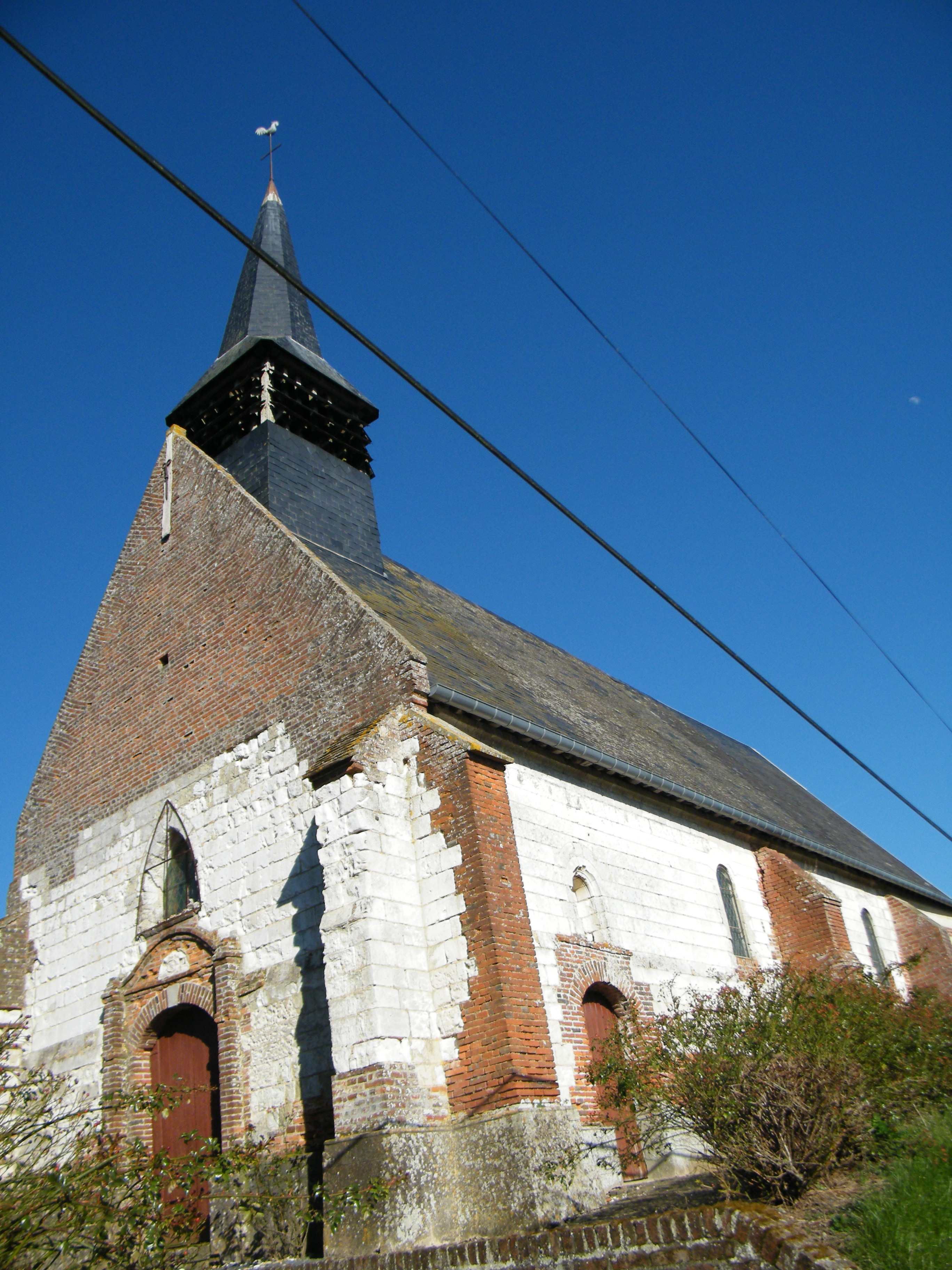

La piràmide de població per edats i sexe el 2009 era:
| Homes | Edats   | Dones |
| ----- | ------- | ----- |
| 0     | 95 o +  | 0     |
| 0     | 90 a 94 | 0     |
| 0     | 85 a 89 | 0     |
| 0     | 80 a 84 | 0     |
| 4     | 75 a 79 | 4     |
| 4     | 70 a 74 | 4     |
| 4     | 65 a 69 | 4     |
| 0     | 60 a 64 | 4     |
| 0     | 55 a 59 | 0     |
| 4     | 50 a 54 | 0     |
| 0     | 45 a 49 | 4     |
| 0     | 40 a 44 | 0     |
| 4     | 35 a 39 | 4     |
| 8     | 30 a 34 | 4     |
| 4     | 25 a 29 | 8     |
| 0     | 20 a 24 | 0     |
| 0     | 15 a 19 | 0     |
| 0     | 10 a 14 | 4     |
| 0     | 5 a 9   | 4     |
| 8     | 0 a 4   | 4     |

## Economia

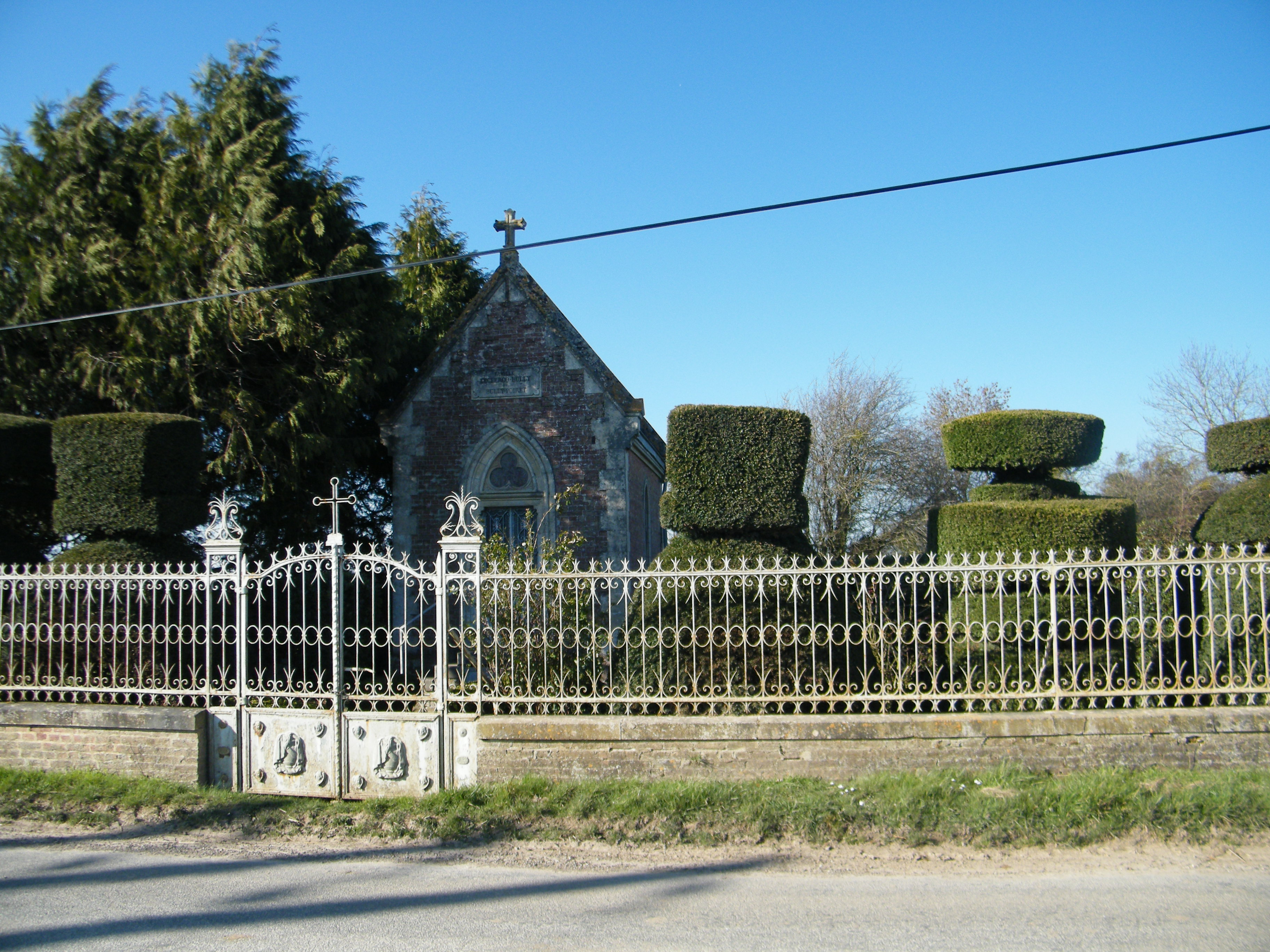

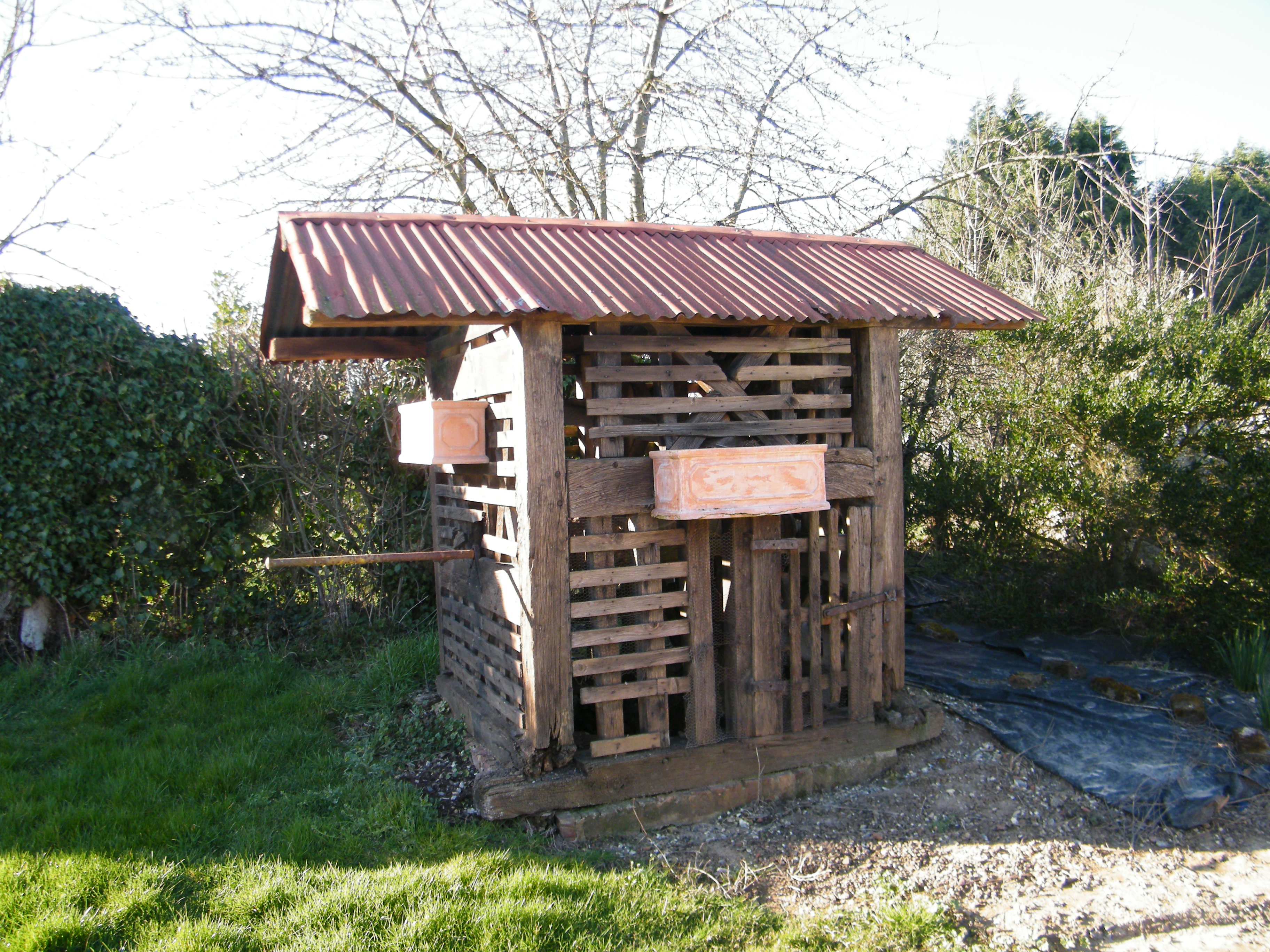

El 2007 la població en edat de treballar era de 42 persones, 26 eren actives i 16 eren inactives. De les 26 persones actives 23 estaven ocupades (11 homes i 12 dones) i 3 estaven aturades (2 homes i 1 dona). De les 16 persones inactives 4 estaven jubilades, 5 estaven estudiant i 7 estaven classificades com a «altres inactius».
Activitats econòmiques
Dels 3 establiments que hi havia el 2007, 1 era d'una empresa d'informació i comunicació, 1 d'una empresa financera i 1 d'una empresa classificada com a «altres activitats de serveis».
L'any 2000 a Frettecuisse hi havia 7 explotacions agrícoles que ocupaven un total de 469 hectàrees.

## Poblacions més properes
El següent diagrama mostra les poblacions més properes.